# Bely (oblast Tver)
Bely (Russisch: Белый) is een stad in de Russische oblast Tver. Het is de hoofdplaats van het gelijknamige bestuurlijke rayon. De stad heeft 3.393 inwoners.
Bely ligt aan de rivier Obsja, ongeveer tussen de grotere steden Smolensk, Toropets en Rzjev.
Bely betekent 'wit' in het Russisch, maar het is onduidelijk waarom de stad deze kwalificatie heeft gekregen. De eerste schriftelijke vermelding dateert uit 1359, toen het onderdeel deel was van het vorstendom Smolensk. Aan het einde van de 13e eeuw kwam Bely in handen van het grootvorstendom Litouwen. In de 15e eeuw kwam Bely onder het rijk van de Gediminiden. Moskou nam de stad in 1503 over. Tussen 1618 en 1654 was de stad weer onderdeel van het Pools-Litouwse Gemenebest, waarna Bely, relatief laat, definitief onderdeel werd van het Russische Rijk.

## Demografie
| 1897  | 1913   | 1926  | 1959  | 1970  | 1979  | 1989  | 2002  | 2010  | 2015  |
| ----- | ------ | ----- | ----- | ----- | ----- | ----- | ----- | ----- | ----- |
| 7.000 | 13.600 | 6.911 | 4.126 | 4.846 | 4.945 | 5.228 | 4.350 | 3.772 | 3.393 |

## Galerij

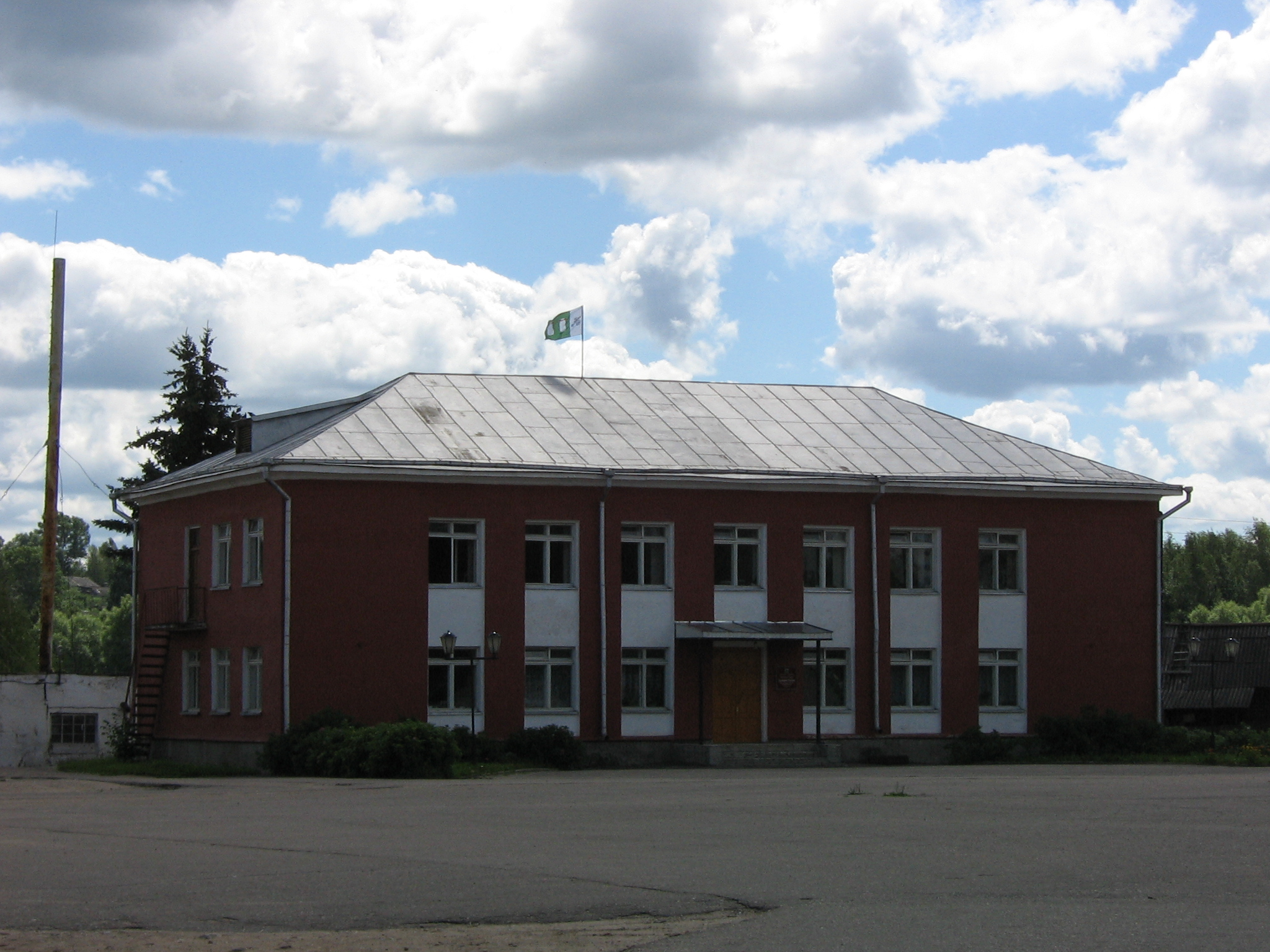
Het gebouw van een voormalige basisschool

Bestuurlijk centrum: Tver 

Andreapol · Bezjetsk · Bely · Bologoje · Kasjin · Kaljazin · Kimry · Konakovo · Krasny Cholm · Koevsjinovo · Lichoslavl · Nelidovo · Oedomlja · Ostasjkov · Rzjev · Staritsa · Torzjok · Toropets · Vesjegonsk · Vysjni Volotsjok · Zapadnaja Dvina · Zoebtsov